# Nancy Langat
Nancy Jebet Langat (Eldoret, 22 agosto 1981) è una mezzofondista keniota, campionessa olimpica dei 1500 metri piani a Pechino 2008.

## Progressione

### 800 metri piani
| Stagione | Risultato | Luogo    | Data      | Rank. Mond. |
| -------- | --------- | -------- | --------- | ----------- |
| 2013     | 2'02"43   | Nairobi  | 11-5-2013 |             |
| 2011     | 2'02"73   | Nairobi  | 11-6-2011 | 137ª        |
| 2010     | 1'57"75   | Eugene   | 3-7-2010  | 3ª          |
| 2009     | 1'59"17   | Rovereto | 1-9-2009  | 18ª         |
| 2008     | 2'05"84   | Zurigo   | 29-8-2008 | 311ª        |
| 2005     | 2'02"51   | Calamata | 30-5-2005 | 97ª         |
| 2004     | 2'05"63   | Lignano  | 6-6-2004  | 315ª        |
| 2000     | 2'01"26   | Linz     | 8-8-2000  | 60ª         |
| 1999     | 2'04"7    | Nairobi  | 26-6-1999 | 195ª        |
| 1998     | 2'05"43   | Annecy   | 31-7-1998 | 149ª        |
| 1997     | 2'01"6    | Nairobi  | 1-8-1997  | 68ª         |
| 1996     | 2'03"10   | Nairobi  | 29-6-1996 | 106ª        |

### 1500 metri piani
| Stagione | Risultato | Luogo     | Data      | Rank. Mond. |
| -------- | --------- | --------- | --------- | ----------- |
| 2013     | 4'01"41   | Eugene    | 1-6-2013  | 9ª          |
| 2012     | 4'09"10   | Stoccolma | 17-8-2012 | 97ª         |
| 2011     | 4'03"66   | Roma      | 26-5-2011 | 25ª         |
| 2010     | 4'00"13   | Losanna   | 8-7-2010  | 8ª          |
| 2009     | 4'01"64   | Zurigo    | 28-8-2009 | 12ª         |
| 2008     | 4'00"23   | Pechino   | 23-8-2008 | 2ª          |
| 2005     | 4'02"31   | Atene     | 14-6-2005 | 14ª         |
| 2004     | 4'04"76   | Rovereto  | 8-9-2004  | 33ª         |
| 2001     | 4'23"78   | Knoxville | 29-4-2001 | 409ª        |
| 2000     | 4'23"78   | Knoxville | 30-4-2000 | 504ª        |
| 1996     | 4'22"93   | Sydney    | 10-8-1996 | 231ª        |

## Palmarès
| Anno | Manifestazione           | Sede           | Evento       | Risultato  | Prestazione | Note                          |
| ---- | ------------------------ | -------------- | ------------ | ---------- | ----------- | ----------------------------- |
| 1996 | Mondiali juniores        | Sydney         | 800 m piani  | Bronzo     | 2'03"21     |                               |
| 1998 | Mondiali di cross        | Marrakech      | Corsa breve  | 38ª        | 13'26"      |                               |
| 1998 | Mondiali juniores        | Annecy         | 800 m piani  | Argento    | 2'05"43     |                               |
| 2000 | Mondiali juniores        | Santiago       | 800 m piani  | Oro        | 2'01"51     |                               |
| 2004 | Campionati africani      | Brazzaville    | 800 m piani  | Oro        | 4'24"56     |                               |
| 2004 | Giochi olimpici          | Atene          | 1500 m piani | Semifinale | 4'07"57     |                               |
| 2005 | Mondiali di cross        | Saint-Étienne  | Corsa breve  | 8ª         | 13'31"      |                               |
| 2005 | Mondiali                 | Helsinki       | 1500 m piani | Batteria   | 4'16"13     |                               |
| 2008 | Campionati africani      | Addis Abeba    | 1500 m piani | 4ª         | 4'16"19     |                               |
| 2008 | Giochi olimpici          | Pechino        | 1500 m piani | Oro        | 4'00"23     | Miglior prestazione personale |
| 2009 | Mondiali                 | Berlino        | 1500 m piani | Semifinale | 4'11"10     |                               |
| 2010 | Campionati africani      | Nairobi        | 1500 m piani | Oro        | 4'10"43     |                               |
| 2010 | Giochi del Commonwealth  | Delhi          | 800 m piani  | Oro        | 2'00"01     |                               |
| 2010 | Giochi del Commonwealth  | Delhi          | 1500 m piani | Oro        | 4'05"26     | Record dei Giochi             |
| 2011 | Giochi mondiali militari | Rio de Janeiro | 1500 m piani | Oro        | 4'15"42     |                               |
| 2011 | Mondiali                 | Taegu          | 1500 m piani | Semifinale | 4'12"92     |                               |
| 2013 | Mondiali                 | Mosca          | 1500 m piani | 8ª         | 4'06"01     |                               |

## Altre competizioni internazionali
2009
- Oro alla World Athletics Final ( Salonicco), 1500 m piani - 4'13"63

2010
- Oro alla Cinque Mulini ( San Vittore Olona)
- 8ª in Coppa continentale ( Spalato), 1500 m piani - 4'23"93
- Vincitrice della Diamond League nella specialità dei 1500 m piani / miglio (25 punti)
- Oro all'USATF New York City Grand Prix ( New York), 1500 m piani - 4'01"60